# Cyrtanthus leptosiphon
Cyrtanthus leptosiphon là một loài thực vật có hoa trong họ Amaryllidaceae. Loài này được Snijman mô tả khoa học đầu tiên năm 1999.